# Ragnar Sigurðsson
Ragnar Sigurðsson (Reykjavik, 19 juni 1986) is een IJslands voormalig voetballer die bij voorkeur als verdediger speelde. Hij begon zijn carrière bij Fylkir, waar hij deze in 2021 ook beëindigde.  Ragnar debuteerde in 2007 in het IJslands voetbalelftal.

## Clubcarrière
In 2006 nam Göteborg Ragnar Sigurðsson over van Fylkir. Op 26 april 2007 maakte hij zijn debuut in de Allsvenskan in de openingswedstrijd van het seizoen tegen Trelleborg. Hij speelde in zijn eerste seizoen in Zweden alle wedstrijden van de competitie – Ragnar miste geen minuut speeltijd van zijn club. Samen met Djurgardens-verdediger Toni Kuivasto was hij de enige veldspeler die elke minuut op het veld stond. Met Göteborg verloor Ragnar in de tweede seizoenshelft geen enkele wedstrijd; in oktober 2007 won hij zo voor het eerst een landskampioenschap. In het volgende seizoen was hij wederom de vaste kracht van het elftal, met nu één gespeelde wedstrijd minder door interlandverplichtingen. In april 2008 maakte Ragnar zijn eerste doelpunt voor Göteborg in het duel tegen Örebro (4–1 winst). De club won niet de landstitel, maar wel de Supercupen (1–3 overwinning op Kalmar FF op 21 maart) en de Zweedse voetbalbeker. Kalmar werd in september 2008 in de bekerfinale verslagen door Göteborg na strafschoppen, met Ragnar als derde trefzekere strafschoppennemer. Ook in de seizoenen 2009 en 2010 was Ragnar een van de spelers met de meeste speeltijd in de Zweedse competitie. Gedurende de jaargang 2011 nam de Deense club FC Kopenhagen Ragnar over voor een bedrag van ruim vijf miljoen kronen. Hij tekende een contract voor vier seizoenen. Zijn debuut voor Kopenhagen maakte Ragnar op 27 juli 2011 in een voorronde voor de UEFA Champions League 2011/12 tegen Shamrock Rovers (1–0 winst). Drie dagen later maakte hij zijn debuut in de Superligaen in de met 2–0 gewonnen thuiswedstrijd tegen latere kampioen Nordsjælland. Zijn eerste wedstrijd in een internationaal clubtoernooi volgde in september, toen Ragnar meespeelde in de groepswedstrijd van de Europa League tegen Vorskla Poltava. In het seizoen 2011/12 stond hij de volledige groepsfase op het veld, waarin FC Kopenhagen zich niet wist te kwalificeren voor de volgende ronde van het toernooi. In de Superligaen stond de club vrijwel het hele seizoen op de eerste plaats, totdat in de voorlaatste wedstrijd van het seizoen met 1–0 van Midtjylland werd verloren. De afsluitende wedstrijd werd Ragnar vervolgens niet meer opgesteld. In het volgende seizoen, waarin hij in 41 wedstrijden driemaal trefzeker was, werd Kopenhagen wel kampioen. De club kwalificeerde zich zo voor de UEFA Champions League 2013/14: op 17 september 2013 kwam Ragnar voor het eerst in actie op het hoogste clubniveau van Europa. Het duel tegen Juventus eindigde in een 1–1 gelijkspel, met in de vijftiende minuut Nicolai Jørgensen als maker van het eerste doelpunt op aangeven van Ragnar. Op 10 december speelde hij zijn laatste wedstrijd voor Kopenhagen – het laatste groepsduel in de Champions League tegen Real Madrid ging met 0–2 verloren. Een maand later tekende Ragnar een contract voor tweeënhalf jaar bij Krasnodar met een optie voor een extra seizoen. Op 12 april 2014 maakte hij zijn debuut in de Premjer-Liga tegen Zenit Sint-Petersburg (4–1 nederlaag), in de centrale verdediging gepositioneerd naast aanvoerder Andreas Granqvist. Op 8 mei 2014 stond Ragnar met Krasnodar in de bekerfinale. Na strafschoppen werd verloren van Rostov; Ragnar zelf was een van de strafschoppennemers die miste. In het seizoen 2014/15 was hij basisspeler bij Krasnodar, met speeltijd in 39 wedstrijden.
Na het voor IJsland (en voor Ragnar) zeer succesvol verlopen Europees kampioenschap voetbal 2016 maakte hij een flinke transfer naar het Engelse Fulham, wat hem in 2017 verhuurde aan het Russische Roebin Kazan. Kort na zijn terugkeer bij Fulham vertrok hij in januari 2018 naar Rostov.
In januari 2020 keerde hij terug naar FC Kopenhagen en bijna exact een jaar later ging hij naar Roech Lviv. Mede door blessures werd zijn verblijf daar geen succes en Ragnar keerde in de zomer van 2021 terug naar IJsland om daar in dat jaar zijn carrière af te sluiten bij Fylkir waar het destijds voor hem ook was begonnen.

## Clubstatistieken
| Seizoen         | Club            | Competitie      | Competitie | Competitie | Beker | Beker | Internationaal | Internationaal | Totaal | Totaal |
| Seizoen         | Club            | Competitie      | Wed.       | Dlp.       | Wed.  | Dlp.  | Wed.           | Dlp.           | Wed.   | Dlp.   |
| --------------- | --------------- | --------------- | ---------- | ---------- | ----- | ----- | -------------- | -------------- | ------ | ------ |
| 2002            | Fylkir          | Úrvalsdeild     | 0          | 0          | 1     | 0     | –              | –              | 1      | 0      |
| 2003            | Fylkir          | Úrvalsdeild     | 0          | 0          | 2     | 0     | –              | –              | 2      | 0      |
| 2004            | Fylkir          | Úrvalsdeild     | 3          | 0          | 3     | 0     | 1              | 0              | 7      | 0      |
| 2005            | Fylkir          | Úrvalsdeild     | 17         | 1          | 11    | 0     | –              | –              | 28     | 1      |
| 2006            | Fylkir          | Úrvalsdeild     | 18         | 1          | 5     | 0     | –              | –              | 23     | 1      |
| 2007            | IFK Göteborg    | Allsvenskan     | 26         | 0          | 1     | 0     | –              | –              | 27     | 0      |
| 2008            | IFK Göteborg    | Allsvenskan     | 29         | 4          | 3     | 0     | 3              | 0              | 35     | 4      |
| 2009            | IFK Göteborg    | Allsvenskan     | 29         | 4          | 5     | 1     | 2              | 0              | 36     | 5      |
| 2010            | IFK Göteborg    | Allsvenskan     | 28         | 1          | 3     | 0     | 2              | 0              | 33     | 1      |
| 2011            | IFK Göteborg    | Allsvenskan     | 13         | 3          | 2     | 0     | –              | –              | 15     | 3      |
| 2011/12         | FC Kopenhagen   | Superligaen     | 24         | 1          | 5     | 0     | 9              | 0              | 38     | 1      |
| 2012/13         | FC Kopenhagen   | Superligaen     | 31         | 3          | 0     | 0     | 10             | 0              | 41     | 3      |
| 2013/14         | FC Kopenhagen   | Superligaen     | 14         | 0          | 2     | 0     | 6              | 0              | 22     | 0      |
| 2013/14         | Krasnodar       | Premjer-Liga    | 6          | 0          | 3     | 0     | –              | –              | 9      | 0      |
| 2014/15         | Krasnodar       | Premjer-Liga    | 26         | 1          | 2     | 0     | 11             | 0              | 39     | 1      |
| 2015/16         | Krasnodar       | Premjer-Liga    | 24         | 1          | 2     | 1     | 9              | 1              | 35     | 3      |
| 2016/17         | Krasnodar       | Premjer-Liga    | 3          | 0          | _     | _     | _              | _              | 3      | 0      |
| 2016/17         | Fulham          | Championship    | 17         | 1          | 1     | 0     | _              | _              | 18     | 1      |
| 2017/18         | →Roebin Kazan   | Premjer-Liga    | 12         | 0          | 1     | 0     | _              | _              | 13     | 0      |
| 2017/18         | Rostov          | Premjer-Liga    | 9          | 0          | _     | _     | _              | _              | 9      | 0      |
| 2018/19         | Rostov          | Premjer-Liga    | 27         | 0          | 4     | 0     | _              | _              | 31     | 0      |
| 2019/20         | Rostov          | Premjer-Liga    | 13         | 0          | _     | _     | _              | _              | 13     | 0      |
| 2019/20         | FC Kopenhagen   | Superligaen     | 3          | 0          | _     | _     | 2              | 0              | 5      | 0      |
| 2020/21         | FC Kopenhagen   | Superligaen     | 2          | 0          | _     | _     | 2              | 0              | 4      | 0      |
| 2020/21         | Roech Lviv      | Premjer Liha    | 1          | 0          | _     | _     | _              | _              | 1      | 0      |
| 2021            | Fylkir          | Úrvalsdeild     | 5          | 0          | _     | _     | _              | _              | 5      | 0      |
| Carrière totaal | Carrière totaal | Carrière totaal | 380        | 21         | 56    | 2     | 57             | 1              | 493    | 24     |

Bijgewerkt op 19 augustus 2025.

## Interlandcarrière
Ragnar maakte op 22 augustus 2007 zijn debuut in het IJslands voetbalelftal in een vriendschappelijke interland tegen Canada (1–1). Het duel, die werd gespeeld in het Laugardalsvöllur, eindigde in een 1–1 gelijkspel; Ragnar speelde de volledige wedstrijd. In 2012 en 2013 speelde hij mee in alle kwalificatiewedstrijden voor het wereldkampioenschap voetbal 2014, waaronder ook de van Kroatië verloren play-off. In het kwalificatietoernooi voor het Europees kampioenschap voetbal 2016 is hij ook een basisspeler. Op 16 november 2014 maakte Ragnar zijn eerste interlanddoelpunt in de kwalificatiewedstrijd tegen Tsjechië. Na negen minuten opende hij de score, maar het Tsjechisch elftal boog binnen een uur met twee doelpunten de achterstand om en won. Op 9 mei 2016 maakte bondscoach Lars Lagerbäck bekend Ragnar mee te nemen naar het Europees kampioenschap in juni 2016. Hij is een van de meer ervaren spelers in de selectie. In de achtste finale tegen Engeland maakte Ragnar in de zesde minuut de gelijkmaker, nadat Wayne Rooney met een strafschop Engeland twee minuten eerder op voorsprong had gezet. IJsland won de achtste finale met 1–2 na de winnende treffer van Kolbeinn Sigþórsson. Het land werd in de kwartfinale uitgeschakeld door gastland Frankrijk, dat met 5–2 won.
Op het Wereldkampioenschap voetbal 2018, waar IJsland zich ook voor het eerst had geplaatst, was hij ook een vaste waarde in het IJslandse team. Hier kwam IJsland niet door de groepsfase.

### Overzicht als interlandspeler
| Interlands van Ragnar Sigurðsson voor IJsland | Interlands van Ragnar Sigurðsson voor IJsland | Interlands van Ragnar Sigurðsson voor IJsland | Interlands van Ragnar Sigurðsson voor IJsland | Interlands van Ragnar Sigurðsson voor IJsland | Interlands van Ragnar Sigurðsson voor IJsland |
| №                                             | Datum                                         | Wedstrijd                                     | Uitslag                                       | Soort wedstrijd                               | Doelpunten                                    |
| Als speler bij IFK Göteborg                   | Als speler bij IFK Göteborg                   | Als speler bij IFK Göteborg                   | Als speler bij IFK Göteborg                   | Als speler bij IFK Göteborg                   | Als speler bij IFK Göteborg                   |
| --------------------------------------------- | --------------------------------------------- | --------------------------------------------- | --------------------------------------------- | --------------------------------------------- | --------------------------------------------- |
| 1.                                            | 22 augustus 2007                              | IJsland – Canada                              | 1 – 1                                         | Vriendschappelijk                             |                                               |
| 2.                                            | 8 september 2007                              | IJsland – Spanje                              | 1 – 1                                         | Kwalificatie EK 2008                          |                                               |
| 3.                                            | 12 september 2007                             | IJsland – Noord-Ierland                       | 2 – 1                                         | Kwalificatie EK 2008                          |                                               |
| 4.                                            | 13 oktober 2007                               | IJsland – Letland                             | 2 – 4                                         | Kwalificatie EK 2008                          |                                               |
| 5.                                            | 17 oktober 2007                               | Liechtenstein – IJsland                       | 3 – 0                                         | Kwalificatie EK 2008                          |                                               |
| 6.                                            | 21 november 2007                              | Denemarken – IJsland                          | 3 – 0                                         | Kwalificatie EK 2008                          |                                               |
| 7.                                            | 4 februari 2008                               | Malta – IJsland                               | 1 – 0                                         | Vriendschappelijk                             |                                               |
| 8.                                            | 6 februari 2008                               | IJsland – Armenië                             | 2 – 0                                         | Vriendschappelijk                             |                                               |
| 9.                                            | 26 maart 2008                                 | Slowakije – IJsland                           | 1 – 2                                         | Vriendschappelijk                             |                                               |
| 10.                                           | 11 oktober 2008                               | Nederland – IJsland                           | 2 – 0                                         | Kwalificatie WK 2010                          |                                               |
| 11.                                           | 11 februari 2009                              | Liechtenstein – IJsland                       | 0 – 2                                         | Vriendschappelijk                             |                                               |
| 12.                                           | 5 september 2009                              | IJsland – Noorwegen                           | 1 – 1                                         | Kwalificatie WK 2010                          |                                               |
| 13.                                           | 13 oktober 2009                               | IJsland – Zuid-Afrika                         | 1 – 0                                         | Vriendschappelijk                             |                                               |
| 14.                                           | 3 maart 2010                                  | Cyprus – IJsland                              | 0 – 0                                         | Vriendschappelijk                             |                                               |
| 15.                                           | 11 augustus 2010                              | IJsland – Liechtenstein                       | 1 – 1                                         | Vriendschappelijk                             |                                               |
| 16.                                           | 12 oktober 2010                               | IJsland – Portugal                            | 1 – 3                                         | Kwalificatie EK 2012                          |                                               |
| Als speler bij FC Kopenhagen                  |                                               |                                               |                                               |                                               |                                               |
| 17.                                           | 29 februari 2012                              | Montenegro – IJsland                          | 2 – 1                                         | Vriendschappelijk                             |                                               |
| 18.                                           | 27 mei 2012                                   | Frankrijk – IJsland                           | 3 – 2                                         | Vriendschappelijk                             |                                               |
| 19.                                           | 30 mei 2012                                   | Zweden – IJsland                              | 3 – 2                                         | Vriendschappelijk                             |                                               |
| 20.                                           | 15 augustus 2012                              | IJsland – Faeröer                             | 2 – 0                                         | Vriendschappelijk                             |                                               |
| 21.                                           | 7 september 2012                              | IJsland – Noorwegen                           | 2 – 0                                         | Kwalificatie WK 2014                          |                                               |
| 22.                                           | 11 september 2012                             | Cyprus – IJsland                              | 1 – 0                                         | Kwalificatie WK 2014                          |                                               |
| 23.                                           | 12 oktober 2012                               | Albanië – IJsland                             | 1 – 2                                         | Kwalificatie WK 2014                          |                                               |
| 24.                                           | 16 oktober 2012                               | IJsland – Zwitserland                         | 0 – 2                                         | Kwalificatie WK 2014                          |                                               |
| 25.                                           | 6 februari 2013                               | IJsland – Rusland                             | 0 – 2                                         | Vriendschappelijk                             |                                               |
| 26.                                           | 22 maart 2013                                 | Slovenië – IJsland                            | 1 – 2                                         | Kwalificatie WK 2014                          |                                               |
| 27.                                           | 7 juni 2013                                   | IJsland – Slovenië                            | 2 – 4                                         | Kwalificatie WK 2014                          |                                               |
| 28.                                           | 14 augustus 2013                              | IJsland – Faeröer                             | 1 – 0                                         | Vriendschappelijk                             |                                               |
| 29.                                           | 6 september 2013                              | Zwitserland – IJsland                         | 4 – 4                                         | Kwalificatie WK 2014                          |                                               |
| 30.                                           | 10 september 2013                             | IJsland – Albanië                             | 2 – 1                                         | Kwalificatie WK 2014                          |                                               |
| 31.                                           | 11 oktober 2013                               | IJsland – Cyprus                              | 2 – 0                                         | Kwalificatie WK 2014                          |                                               |
| 32.                                           | 15 oktober 2013                               | Noorwegen – IJsland                           | 1 – 1                                         | Kwalificatie WK 2014                          |                                               |
| 33.                                           | 15 november 2013                              | IJsland – Kroatië                             | 0 – 0                                         | Kwalificatie WK 2014                          |                                               |
| 34.                                           | 19 november 2013                              | Kroatië – IJsland                             | 2 – 0                                         | Kwalificatie WK 2014                          |                                               |
| Als speler bij FK Krasnodar                   |                                               |                                               |                                               |                                               |                                               |
| 35.                                           | 5 maart 2014                                  | Wales – IJsland                               | 3 – 1                                         | Vriendschappelijk                             |                                               |
| 36.                                           | 30 mei 2014                                   | Oostenrijk – IJsland                          | 1 – 1                                         | Vriendschappelijk                             |                                               |
| 37.                                           | 4 juni 2014                                   | IJsland – Estland                             | 1 – 0                                         | Vriendschappelijk                             |                                               |
| 38.                                           | 9 september 2014                              | IJsland – Turkije                             | 3 – 0                                         | Kwalificatie EK 2016                          |                                               |
| 39.                                           | 10 oktober 2014                               | Letland – IJsland                             | 0 – 3                                         | Kwalificatie EK 2016                          |                                               |
| 40.                                           | 13 oktober 2014                               | IJsland – Nederland                           | 2 – 0                                         | Kwalificatie EK 2016                          |                                               |
| 41.                                           | 12 november 2014                              | België – IJsland                              | 3 – 1                                         | Vriendschappelijk                             |                                               |
| 42.                                           | 16 november 2014                              | Tsjechië – IJsland                            | 2 – 1                                         | Kwalificatie EK 2016                          | 9'                                            |
| 43.                                           | 28 maart 2015                                 | Kazachstan – IJsland                          | 0 – 3                                         | Kwalificatie EK 2016                          |                                               |
| 44.                                           | 31 maart 2015                                 | Estland – IJsland                             | 1 – 1                                         | Vriendschappelijk                             |                                               |
| 45.                                           | 12 juni 2015                                  | IJsland – Tsjechië                            | 2 – 1                                         | Kwalificatie EK 2016                          |                                               |
| 46.                                           | 3 september 2015                              | Nederland – IJsland                           | 0 – 1                                         | Kwalificatie EK 2016                          |                                               |
| 47.                                           | 6 september 2015                              | IJsland – Kazachstan                          | 0 – 0                                         | Kwalificatie EK 2016                          |                                               |
| 48.                                           | 10 oktober 2015                               | IJsland – Letland                             | 2 – 2                                         | Kwalificatie EK 2016                          |                                               |
| 49.                                           | 13 oktober 2015                               | Turkije – IJsland                             | 1 – 0                                         | Kwalificatie EK 2016                          |                                               |
| 50.                                           | 13 november 2015                              | Polen – IJsland                               | 4 – 2                                         | Vriendschappelijk                             |                                               |
| 51.                                           | 17 november 2015                              | Slowakije – IJsland                           | 3 – 1                                         | Vriendschappelijk                             |                                               |
| 52.                                           | 13 januari 2016                               | Finland – IJsland                             | 0 – 1                                         | Vriendschappelijk                             |                                               |
| 53.                                           | 16 januari 2016                               | Verenigde Arabische Emiraten – IJsland        | 2 – 1                                         | Vriendschappelijk                             |                                               |
| 54.                                           | 24 maart 2016                                 | Denemarken – IJsland                          | 2 – 1                                         | Vriendschappelijk                             |                                               |
| 55.                                           | 1 juni 2016                                   | Noorwegen – IJsland                           | 3 – 2                                         | Vriendschappelijk                             |                                               |
| 56.                                           | 6 juni 2016                                   | IJsland – Liechtenstein                       | 4 – 0                                         | Vriendschappelijk                             |                                               |
| 57.                                           | 14 juni 2016                                  | Portugal – IJsland                            | 1 – 1                                         | EK 2016                                       |                                               |
| 58.                                           | 18 juni 2016                                  | IJsland – Hongarije                           | 1 – 1                                         | EK 2016                                       |                                               |
| 59.                                           | 22 juni 2016                                  | IJsland – Oostenrijk                          | 2 – 1                                         | EK 2016                                       |                                               |
| 60.                                           | 27 juni 2016                                  | Engeland – IJsland                            | 1 – 2                                         | EK 2016                                       | 60'                                           |
| 61.                                           | 3 juli 2016                                   | Frankrijk – IJsland                           | 5 – 2                                         | EK 2016                                       |                                               |

Bijgewerkt op 3 juli 2016.

## Erelijst
IFK Göteborg
- Landskampioen

2007
- Supercup

2008
- Bekertoernooi

2008
 FC Kopenhagen
- Landskampioen

2012/13